# Barteria fistulosa
Espèce
Classification phylogénétique
Barteria fistulosa est une espèce de plantes à fleurs de la famille des Passifloraceae. C'est un arbuste à tronc creux vivant dans les forêts équatoriales en Afrique centrale (Gabon, Cameroun). Il vit, entre autres, en symbiose avec des fourmis du genre Tetraponera.
Une reine ailée Tetraponera, provenant d'une autre colonie, s'installera seule dans le Barteria fistulosa et creusera un trou dans une branche jusqu'à atteindre la cavité centrale, arrachera ses ailes et le colonisera définitivement. Fécondée en vol par un mâle, elle pondra puis s'occupera de la première génération d'ouvrières.

## Écologie

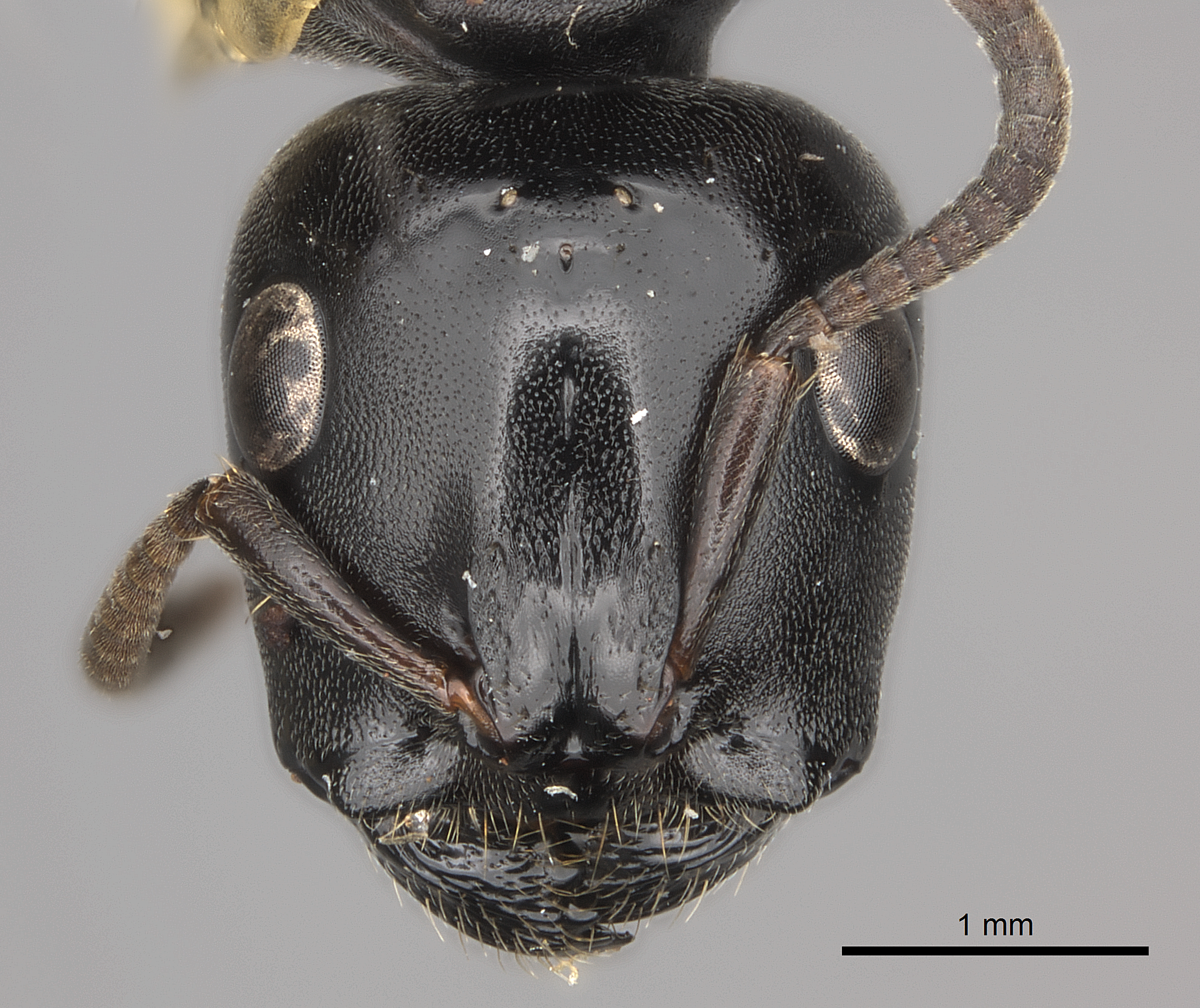
Tête de Tetraponera aethiops.

Ses branches creuses abritent à l'intérieur de domaties l'espèce Tetraponera aethiops, fourmi agressive qui défend la plante contre les herbivores (singes, éléphants) en se laissant tomber sur ces prédateurs et en les piquant (de nombreuses piqûres pouvant provoquer des évanouissements et la mort). Autrefois, des populations locales d'Afrique centrale utilisaient cet arbre pour punir les femmes adultères en les attachant à son tronc, d'où son nom d'« arbre à adultère ».